# Jorge Nieto
Jorge Nieto Montesinos (Arequipa, 29 de octubre de 1951) es un sociólogo y político peruano. Fue ministro de Defensa durante el gobierno Pedro Pablo Kuczynski desde diciembre del 2016 hasta enero del 2018, donde terminó renunciando ante el indulto otorgado al condenado expresidente Alberto Fujimori. Fue también ministro de Cultura desde julio hasta diciembre del 2016. En 2023, se le abrió investigación en el transcurso del Caso Odebrecht.

## Biografía
Jorge Nieto Montesinos nació en la ciudad de Arequipa, el 29 de octubre de 1951. Hijo de Walter Nieto Miranda y de Carmen Montesinos Hartley. Es sobrino del político Alfonso Montesinos y Montesinos, de la poeta Adela Montesinos y Montesinos, y del exasesor y agente de inteligencia Vladimiro Montesinos Torres, quien actualmente permanece bajo prisión tras ser condenado por actos de corrupción durante el gobierno de Alberto Fujimori.
Realizó sus estudios primarios y secundarios en diferentes colegios del estado debido a los constantes desplazamientos de su familia por el trabajo del padre, militar que era destacado a distintas zonas del país. Los cinco años de estudios secundarios los realizó en el Colegio Nacional de la Independencia Americana, de Arequipa.
Ingresó a la Pontificia Universidad Católica del Perú, en la cual estudió Derecho y completó sus estudios en Sociología (1974-1978) graduándose como Bachiller. Tiene una maestría en Ciencia Política por la Facultad Latinoamericana de Ciencias Sociales, FLACSO (1982-1984) y estudios de doctorado en Ciencias Sociales por el Colegio de México (1988-1991).
Durante los años 1970 e inicios de los años 1980 militó en partidos de izquierda, todos miembros de la Unidad Democrática Popular (UDP), de la cual fue dirigente, enfrentando a la dictadura de esa época.
En las elecciones generales del año 1980 postuló a la Cámara de Diputados por el partido de izquierda Unidad Democrático Popular (UDP). Sin embargo, Nieto renunció a la candidatura antes de que se consumara el proceso electoral en protesta por la división de los partidos.
Ingresó a trabajar a la UNESCO, donde llegó a ser director de la Unidad para la Cultura Democrática y la Gobernabilidad y representante de la UNESCO en México de 2000 a 2001. Desarrolló diferentes proyectos de Cultura, Política y Democracia en América Latina. Organizó la Cumbre Regional para los Principios Democráticos, en Brasilia, en el año 1997. Allí presentó el informe “Gobernar la Globalización”.
Ha sido presidente del Centro Internacional para la Cultura Democrática y del Instituto Internacional para la Cultura Democrática. Además, fue participante del Foro Mundial de la Sociedad Civil. En los años previos a su designación como ministro de Cultura, era más conocido como analista y consultor político. 

### Ministro de Cultura
El 15 de julio del 2016, el presidente electo Pedro Pablo Kuczynski lo anunció como su ministro de Estado en el despacho de Cultura. Luego el 28 de julio de ese mismo, durante la toma de mando, Jorge Nieto juró como el nuevo ministro de Cultura en una ceremonia realizada en el patio de honor del Palacio de Gobierno.
Como ministro, anunció que iba solicitar una ampliación presupuestal de 30 millones de soles para el Ministerio de Cultura, a fin de poder cumplir las metas del sector y emprender acciones correspondientes a la nueva gestión.

### Ministro de Defensa

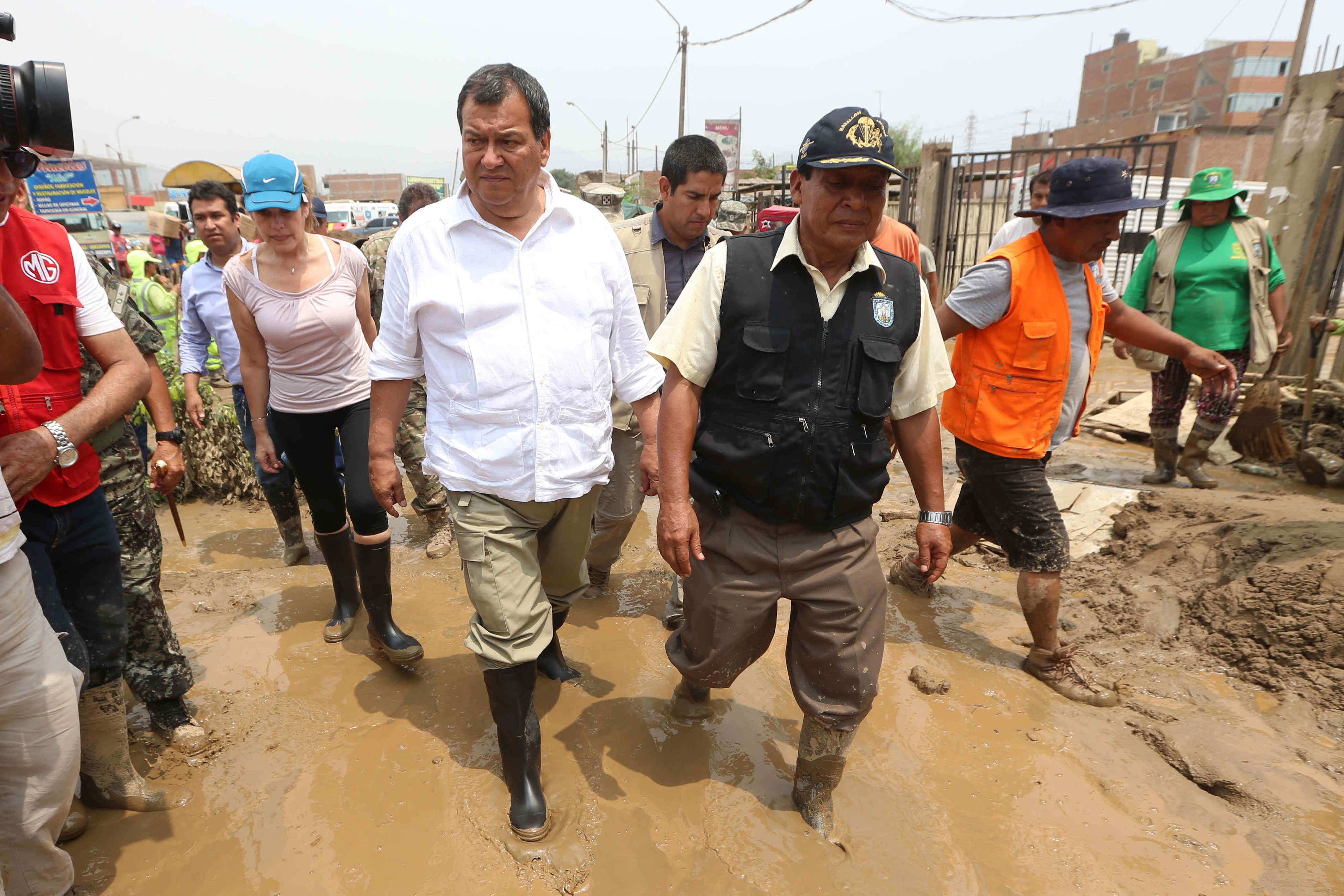
Supervisando las labores de limpieza y la entrega de alimentos a los damnificados, en la zona de La Encalada en Huachipa.

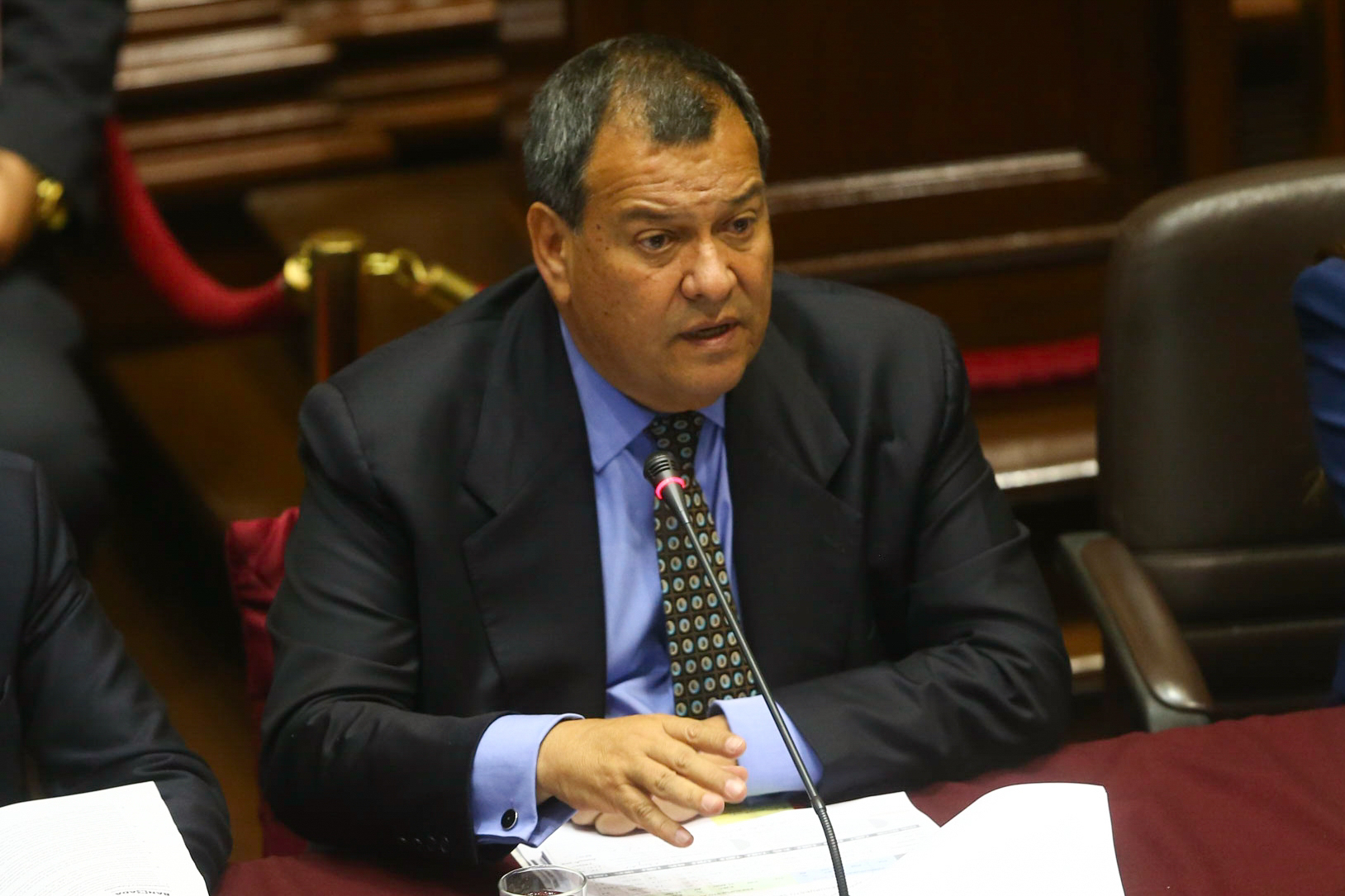
En la Comisión de Presupuesto del Congreso.

El 5 de diciembre del 2016, Jorge Nieto dejó el Ministerio de Cultura y asumió como el nuevo ministro de Defensa, en reemplazo del renunciante Mariano González tras un escándalo sentimental. En su anterior cargo lo reemplazo el actor Salvador del Solar.
En febrero del año 2017, Jorge Nieto Montesinos, en su calidad de ministro de Defensa, fue nombrado como Coordinador del Gobierno Nacional para enfrentar el fenómeno del Niño costero. Una de sus primeras acciones fue reactivar el Centro de Operaciones de Emergencia Nacional (COEN), instalado para atender la situación de emergencia desatada por el Niño costero. El sector de Defensa se vio entonces volcado a llevar ayuda a los damnificados, así como a realizar las tareas de la reconstrucción, logrando  convocar la ayuda de toda la ciudadanía mediante el lema «Una sola fuerza». Los analistas consideran que el gobierno supo responder ante la emergencia y la cara más visible al frente de dicha tarea fue Nieto. 
Nieto, considerado como uno de los ministros con experiencia política del gobierno de PPK, considera que el balance de su gestión ha sido positiva, llevando a las Fuerzas Armadas a su más alta aprobación por la sociedad peruana en las últimas décadas, 94% en junio de 2017. Entre sus logros está haber formulado el “Plan Estratégico por Capacidades de las Fuerzas Armadas al año 2035”, aprobado en julio de 2017 por el Consejo de Seguridad y Defensa Nacional. Durante su gestión la Agencia de Compras de las Fuerzas Armadas fue calificada con el ISO 9001, que es una garantía de calidad y probidad en las compras de las Fuerzas Armadas.

#### Renuncia
Superada la primera crisis por la vacancia presidencial, y ante la decisión del presidente Pedro Pablo Kuczynski de indultar a Alberto Fujimori, expresidente condenado por actos de corrupción y por asesinatos durante su gobierno, Jorge Nieto decidió renunciar a su cargo de ministro de Defensa y a ser miembro del Consejo de Ministros en protesta por los cuestionamientos del indulto humanitario.

### Elecciones del 2021
En enero del 2019, fundó el Partido del Buen Gobierno, cuyo primer comité provincial se creó en Lucanas, Ayacucho. Actualmente es presidente del partido.
En las elecciones generales del año 2021, Jorge Nieto fue presentado por George Forsyth, candidato presidencial del partido Victoria Nacional, como su candidato al Congreso de la República en calidad de invitado. Sin embargo, su candidatura no tuvo éxito a pesar de obtener 31,142 votos de preferencia. Esto debido a que el partido no logró pasar la valla electoral.

## Publicaciones
Es autor de varios libros entre los cuales destacan:
- Izquierda y democracia en el Perú
- Incertidumbre, Cambio y Decisión. Ética y política en el siglo XXI.
- Etnicidad y política en América Latina
- Ciudades multiculturales y cultura de paz
- Desarrollo económico y cultura de paz
- Haya de la Torre o la política como obra civilizatoria

## Reconocimientos
- Orden Militar de Ayacucho en el grado de Gran Cruz (2017)